# Pan y toros

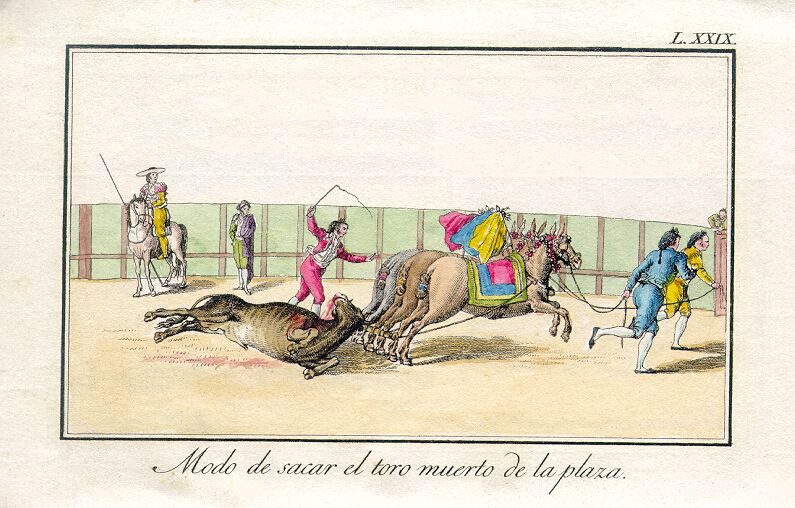
Grabado de José Delgado y Gálvez, 1796. De una manera similar a lo que muestra la imagen, a la vuelta de Fernando VII a España en 1814, un grupo de partidarios del absolutismo desengancharon los caballos de su carruaje y tiraron ellos mismos de él al grito de «Vivan las cadenas», que con el de «Pan y toros» pasó a ser utilizado por los progresistas para dolerse de la condición de atraso de España.

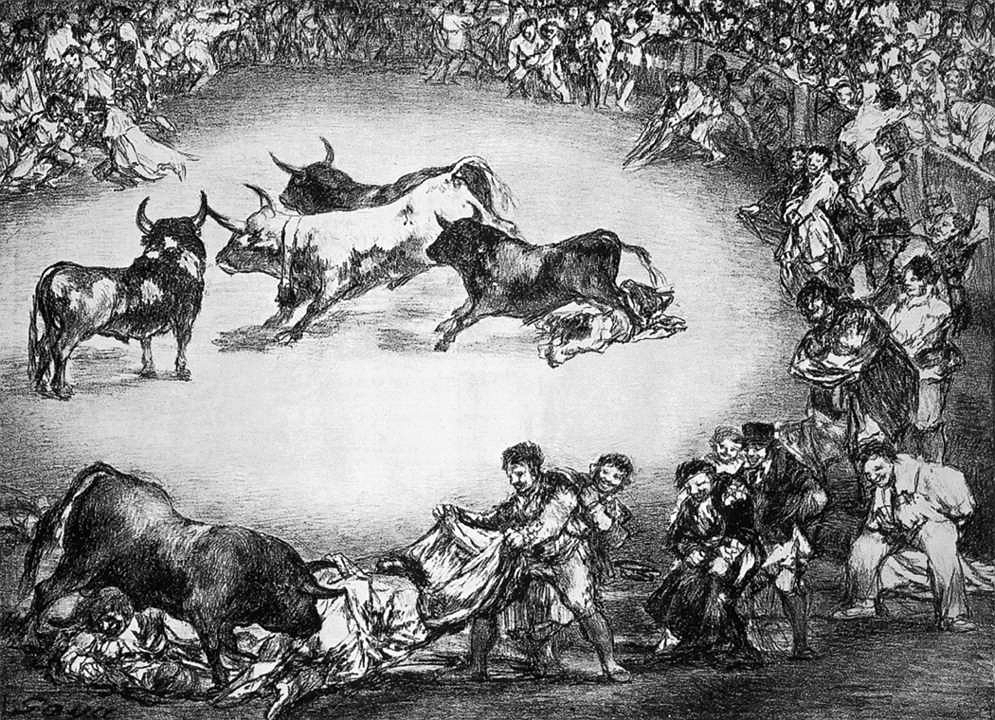
Diversión de España, grabado de la serie Los toros de Burdeos, que Francisco de Goya realizó en un espacio tan propicio para la introspección sobre la condición nacional como es el exilio, entre 1824 y 1825. Los toros ya eran la fiesta nacional española por antonomasia, aunque tal condición fuera discutida.

Pan y toros es un tópico cultural español que, parafraseando la expresión latina de Juvenal Panem et circenses (Pan y circo), describe la fiesta de los toros como una diversión que halaga las bajas pasiones del pueblo llano y amortigua los conflictos sociales.

## Castizos e ilustrados
Expresa un punto de vista común de la mayor parte de los ilustrados, en contra de la corriente casticista de buena parte de la aristocracia (que a su vez les acusaba a aquellos de afrancesados). El toreo del siglo XVIII había dejado de ser un arte propio de los caballeros para serlo de los peones, que toreaban a pie, y se estaban convirtiendo en ídolos de masas, sobre todo por la identificación con su condición social de origen (como ocurrió posteriormente en otras sociedades, y también en la española, con los héroes deportivos). El espectáculo taurino se estaba haciendo cada vez más popular. Por su parte, las clases altas lo veían con buenos ojos, e imitaban las vestimentas, peinados y poses chulescas de los majos, provenientes de las clases populares (como refleja Goya, él mismo ilustrado y afrancesado -su postura taurina o antitaurina es objeto de debate-, o los entremeses de Ramón de la Cruz).
La regulación de las fiestas populares estaba siendo objeto de preocupación: Pedro Rodríguez Campomanes se quejaba de la gran cantidad de festejos y días festivos, propios de los ritmos intemporales de trabajo tradicional de la sociedad preindustrial, y desearía verlos racionalizados, para intensificar la productividad, como querría el mundo industrial y capitalista.
La restauración absolutista de Fernando VII, por el contrario, significó el triunfo del casticismo y la persecución de todo lo ilustrado. Se destacó mucho el hecho de que se cerraran universidades, se desmantelaran museos y colecciones científicas (muy afectados por la Guerra de la Independencia Española) y se abriera la Escuela de Tauromaquia de Sevilla confiada a Pedro Romero, que había inaugurado en 1785 la Plaza de toros de Ronda (donde sigue celebrándose cada año una corrida goyesca).

## Origen y difusión del tópico
La expresión en concreto se originó en un panfleto anónimo (respuesta a la Oración apologética por España y su mérito literario de Juan Pablo Forner), que circulaba desde 1793, atribuido a veces a Jovellanos, pero realmente de León de Arroyal, publicado en 1812 y cuyo título es Oración apologética en defensa del estado floreciente de España, pero que todos citaban por su párrafo final:

Haya pan y haya toros, y más que no haya otra cosa. Gobierno ilustrado: pan y toros pide el pueblo. Pan y toros es la comidilla de España. Pan y toros debes proporcionarla para hacer en lo demás cuanto se te antoje in secula seculorum. Amen.

Su divulgación fue en aumento, en parte gracias a haber dado título a una zarzuela de Francisco Asenjo Barbieri (1864).
La utilización posterior de la expresión es muy abundante. Por ejemplo, Miguel de Unamuno (artículo El espíritu castellano, publicado en La edad Moderna (1895), y recogido posteriormente en el famoso libro de ensayos En torno al casticismo):

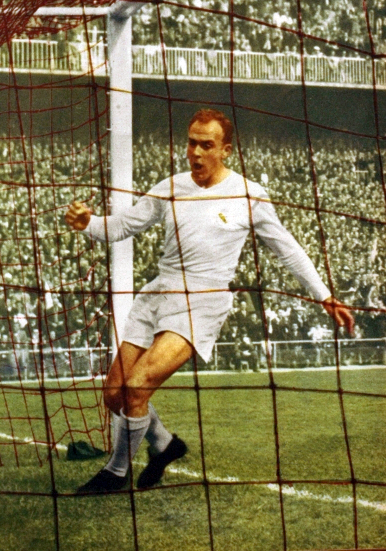
Las cinco copas de Europa que ganó el Real Madrid durante la dictadura de Francisco Franco fueron exhibidas como glorias nacionales en un tiempo en que el régimen se esforzaba por salir de su aislamiento.

¡Pan y toros, y mañana será otro día! Cuando hay, saquemos tripa de mal año, luego... ¡no importa!.

## Pan y fútbol
A mediados del siglo XX se hizo la paráfrasis «Pan y fútbol», aplicado al papel que desde el franquismo tiene este deporte, canalizador de las inquietudes sociales. Esto no sólo funcionó para la adhesión al régimen anterior ejemplificada en el Real Madrid, ganador de las primeras copas de Europa, y que en opinión popular se oponía como club de ricos al Atlético de Madrid, que consideraban club de pobres.[cita requerida]
Independientemente de que esto fuera o no cierto (Santiago Bernabéu no pertenecía a una clase diferente a la de Vicente Calderón, y los que llenaban las localidades de a pie de un estadio no ganaban más dinero de los que llenaban el otro), la funcionalidad era clara: la lucha de clases podía canalizarse de forma inofensiva socialmente en discusiones de bar. También lo hizo el Fútbol Club Barcelona, el club que más copas del Generalísimo consiguió.
El juego de las quinielas, que mantenía pendientes de la radio las tardes de domingo a los que no iban a los partidos, fue comparado sarcásticamente con la represión política en España: había libertad porque podía elegirse «1», «X» o «2», sin que se obligara a nadie.